# RECIDA

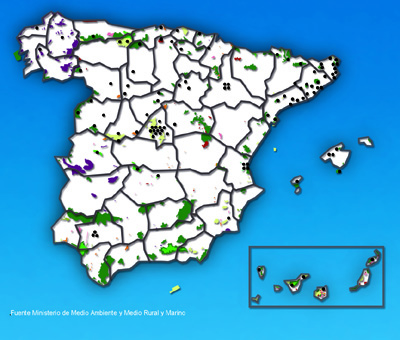
Localització dels Centres RECIDA

RECIDA sigles en castellà de Red de Centros de Información i Documentación Ambiental és la xarxa de biblioteques i centres de documentació ambiental i espais naturals protegits d'Espanya. La seva finalitat és promoure la coordinació i col·laboració entre els seus membres per millorar els serveis als usuaris.
La xarxa RECIDA es va gestar en els Seminaris que el Centre Nacional d'Educació Ambiental (CENEAM) organitza anualment des de 2002 amb la col·laboració del Parc Natural de la Zona Volcànica de la Garrotxa de la Generalitat de Catalunya. Està formada per més d'un centenar centres de diversa procedència: administració pública estatal, autonòmica o local, ONGs, consorcis, universitats, etc. i, qualsevol biblioteca, centre de documentació ambiental o d'un espai protegit o sistema d'informació de les comunitats autònomes d'Espanya que ofereixi els seus serveis sense ànim lucratiu, pot formar-ne part.
Els objectius de RECIDA són afavorir la col·laboració i l'experiència de projectes, compartir recursos que optimitzin les inversions i formar experts en gestió de la informació i documentació ambiental, amb la finalitat de promoure la coordinació i col·laboració entre els seus membres per millorar els serveis als usuaris seguint directrius d'organismes internacionals. RECIDA té llista de distribució pròpia, pàgina de Facebook, Twitter i també un portal homònim creat amb Drupal (programari lliure). També compta amb programa d'actuació i memòria, i funciona amb línies estratègiques sorgides dels objectius fixats pels seus membres.
El pòster de RECIDA va guanyar un premi a les XIV Jornadas Españolas de Documentación #FESABID15 de Gijón.